# 18359 Jakobstaude
18359 Jakobstaude (1990 TL7) là một tiểu hành tinh vành đai chính được phát hiện ngày 13 tháng 10 năm 1990 bởi L. D. Schmadel và F. Borngen ở Tautenburg.